# 九八式鋼盔
九八式鋼盔(日語：九八式鉄帽)是1938年起至二次世界大戰結束在形式上被大日本帝國陸軍採用的新式頭盔，特別提高了對手槍彈等低威力子彈的防護能力以求能取代防護力薄弱的九O式鋼盔。

## 歷史
九一八事變後，日本在1933年（昭和7年）開始著手研究並試著改善九O式鋼盔在抵擋子彈與破片時防護功能薄弱的問題。
1935年到1938年間，神戶製作所對各種厚度與頭盔形狀的設計進行了多種研究並測試了至少32種頭盔設計，此外還大量採用了醫學機構與兵工學院的意見，最初設計的重量限制約為1公斤但是最後放寬到3公斤才總算完成設計，在設計的過程中也參考了當時國際上的主流頭盔，還在一定程度上考慮採用德式鋼盔的設計，但是最後考量到亞洲人的頭型與士兵的使用與習慣的差異，設計上還是與九O式鋼盔差不多。
1939年8月設計圖表通過軍方審查，決定將其作為全軍種的下一代制式頭盔，但是礙於戰爭影響與資源缺乏，該型頭盔一直沒能取代九O式鋼盔，只配發給機槍組或是部分炮兵、空軍防空單位等訓練成本較高的單位。

## 設計
主要由鋼盔本體、內襯、下巴帶與一塊加裝於前部的鐵板組成。
設計基本與九〇式鋼盔無異，表面同樣為了避免反光做了消光處理，下巴帶比前者多出20厘米，內襯則是以絲瓜或是木棉等製造，抗震性更好。
九八式鐵盔的設計主要為了士兵在如陣地戰或是肉搏戰等近距離戰鬥時提供保護，頭盔鋼板厚度從九〇式鋼盔的1mm增加到2mm，可以抵擋.303子彈在500m外的直接射擊，但也因此比九〇式增加了1.9公斤，來到接近3公斤的驚人重量，前端的鐵板為0.9公斤，可以讓前方的鋼板厚度增加到4mm，足以承受300m的.303步槍彈射擊。
材質為鎳鉻鋼，經過淬火硬化後製造，其防護力達到當時西方國家的標準，目的是用自身的硬度摧毀和阻止子彈穿透。與九〇式鋼盔一樣，當戴上九八式鐵帽時，通常首先戴上帽子(戰帽)增加舒適性，然後才在上面戴上鐵帽。